# Rubén Duro
Rubén Duro Pérez (Barcelona, 1963) Rubén Duro Pérez es un destacado biólogo, divulgador científico, fotógrafo y productor de documentales español español cofundador de la productora Science into Images, s.l. dedicada a la divulgación científica. Su trayectoria profesional ha estado dedicada a la difusión de temas relacionados con la ciencia, especialmente la biología, y el medio ambiente.

## Biografía
Procedente de familia de raíces sorianas, Rubén Duro nació en Barcelona en 1963.
En 1979, con 16 años, tuvo la oportunidad de incorporarse como asistente de verano al campamento que el equipo de El Hombre y La Tierra tenía establecido en el pueblo de La Vereda (Guadalajara), y en 1980, tras el fallecimiento de Félix Rodríguez de la Fuente, volvió a formar parte del equipo encargado de finalizar los rodajes pendientes, ya en el campamento establecido en El Vado (Guadalajara), a orillas del pantano del mismo nombr
En 1987 se licenció en Biología en la Universidad de Barcelona (UB), con la especialidad de Zoología, y durante su formación académica, en 1985-1986, trabajó como naturalista en la serie de documentales de Televisión Española (TVE) Silencio roto, dirigida por Joaquín Araújo.  A partir de entonces se interesó por la ciencia y la historia natural desde el punto de vista de un documentalista.
Desde entonces, toda su actividad profesional ha estado dedicada a la difusión de temas relacionados con ciencia (especialmente Biología) y medio ambiente, actividad en la que ha sido pionero en la incorporación de la imagen microscópica a los documentales tradicionales de naturaleza para destacar la importancia, tanto cualitativa como cuantitativa, de la biodiversidad invisible en el funcionamiento de todos los ecosistemas.
En 2008 se estrenó su serie Mundos diminutos en el programa de La2 de TVE La aventura del saber, con reemisiones en 2010 y 2012, y en 2019, y durante la pandemia de COVID19 produjo la serie Habitantes del Micromundo, que estuvo disponible en Youtube de forma gratuita y que, posteriormente fue adquirida por la plataforma Caixaforum+. Ya con su productora Science into Images, s.l., en 2024 produjo la serie Planeta microbio, con producción de la Fundación “laCaixa” para la plataforma Caixaforum+.
En 2019 produjo diferentes módulos, fotografías y audiovisuales para la exposición permanente del ámbito Evolución de la sala Universo del museo de la ciencia CosmoCaixa de Barcelona, y en 2021 fue asesor científico y participó en la creación de Micrarium, el nuevo espacio permanente dedicado al mundo microscópico en CosmoCaixa de Barcelona.
En 2016 entró a formar parte del equipo de la Barcelona Knowledge Hub de la Academia Europaea (BKH-AE), dirigido por el profesor Ricardo Guerrero, tarea que desempeñó hasta diciembre de 2022.
Actualmente continúa desarrollando su actividad bien de forma independiente bien a través de su productora Science into Images, s.l., actividad que, hasta el momento, le ha permitido desarrollar un gran número de trabajos de divulgación científica tanto en el ámbito editorial como en el audiovisual, ámbito en el que destaca por su capacidad de mostrar la belleza y el valor de la vida microscópica, a la que se ha dedicado con especial interés.
Ha colaborado, o colabora, con diferentes equipos científicos (ICM-CSIC, CEAB-CSIC, EBD-CSIC, MNCN-CSIC) a los que proporciona material gráfico y con los que ha producido diversos audiovisuales para comunicar sus proyectos de investigación.
Su amplio archivo fotográfico y videográfico se especializa principalmente en la fotomicrografía. Sus imágenes se han publicado en revistas científicas y de divulgación como Symbiosis, International Microbiology, Contributions to Science, National Geographic, PLoS ONE ,Investigación y Ciencia o Muy Interesante. En su trabajo como productor ha realizado documentales y reportajes para distintos medios y plataformas audiovisuales (TVE, TV3, Caixaforum+) así como  para proyectos educativos en países como Estados Unidos. Ha sido autor o ha participado en diversas exposiciones tanto en España como en diferentes países, entre las que destacan la International Images for Science 2015, de la Royal Photographic Society, y la exposición Microvida, más allá del ojo humano, producida por Explainers Group, s.a.u. en 2012, y que recibió más de 1 millón de visitantes.
Es miembro de la Sociedad Española de Microbiología (SEM), de la Sociedad Catalana de Biología (SCB) y de la Asociación Española de Cine e Imagen Científicos (ASECIC).
Sus trabajos han tenido abundante difusión en los medios de comunicación en diferentes programas de televisión, entre los que se encuentran Quèquicom (TV3), La aventura del saber (La2-TVE), El cazador de Cerebros (La 2-TVE) o Quequi: Càncer, el llegat de l’evolució (TV3). Este programa fue galardonado con el premio Prismas al Mejor Trabajo en Vídeo en 2024, así como de radio, entre ellos Filming and photographing microscopic life in water -in conversation with Rubén Duro, en Wildtimeradio; Nacer en una gota. La microvida fotografiada por Rubén Duro, en La mecánica del Caracol (Radio Euskadi); Rubén Duro, en El Café de la República (Catalunya Ràdio; Nacer en una gota, en Reserva Natural (RNE); Rubén Duro en Hoy empieza todo (RNE); Planeta microbio, un apasionante viaje por el mundo de lo muy pequeño, en La mecánica del Caracol (Radio Euskadi).
Entre los galardones recibidos por su trabajo se encuentran el premio a la Mejor Película por Votación Popular en el XXV Certamen Unicaja, Bienal Internacional de Cine Científico, celebrado en Ronda (Málaga) en noviembre de 2008, y una Honorable Mention en el 32nd International Wildlife Film Festival celebrado en Montana (USA) en 2009, por la imagen microscópica de la serie Mundos de Agua, coproducida por CIN.TV y TVE. 

## Producción audiovisual
- Director y productor de 6 series documentales televisivas, incluyendo "Planeta microbio" para Caixaforum+
- Participación en la producción de 10 series documentales sobre historia natural
- Director y productor de 28 documentales de historia natural
- Realizador de 19 programas de televisión sobre naturaleza, ciencia y medio ambiente

## Exposiciones
Algunas en colaboración con otros autores 
- “Microvida. Más allá del ojo humano”
- “Imágenes para la ciencia”
- “International Images for Science 2015”
- “Viatge a l’Invisible” (Figueres (Girona) 2017 y Granollers (Barcelona) 2021)
- “Ciencia Fricción. Vida entre especies compañeras". Centro de Cultura Contemporánea de Barcelona (CCCB) (2021)
- “75 aniversario de la Sociedad Española de Microbiología”
- “Zientzia Frikzioa. Bizitza espezie lagunen artean” (Azkuna Zentroa de Bilbao (2022))
- Ha Comisariado la exposición “Nanocosmos” de Michael Benson-Caixaforum (2023 y 2024).y la exposición “Colours”, de National Geographic-Caixaforum (2023).

## Trabajo editorial
- Autor de 11 libros, incluyendo la colección "Exploring the Invisible"
- Coautor de 54 libros
- Autor de 2 coleccionables en prensa
- Editor de 2 libros de texto sobre Ciencias Naturales y 2 revistas científicas
- Redactor de ciencia, naturaleza y medio ambiente para 22 obras enciclopédicas